# Slalomvärldsmästerskapen i kanotsport 2021
Slalomvärldsmästerskapen i kanotsport 2021 avgjordes mellan den 22 och 26 september 2021 i Bratislava, Slovakien. Det var den 41:a upplagan av VM i kanotslalom. Tävlingen hölls i Čunovo Water Sports Centre som rekonstruerades inför mästerskapet. Det var andra gången Bratislava var värdstad för mästerskapet efter att tidigare även varit det 2011.

## Schema
Det tävlades i 10 grenar.
Alla tider är UTC+2.
| Datum        | Starttid | Gren                                         |
| ------------ | -------- | -------------------------------------------- |
| 22 september | 09:00    | K1 damer, K1 herrar, C1 damer, C1 herrar lag |
| 23 september | 09:00    | K1 damer, K1 herrar heat – 1:a åket          |
| 23 september | 11:50    | K1 damer, K1 herrar heat – 2:a åket          |
| 23 september | 15:00    | C1 damer, C1 herrar heat – 1:a åket          |
| 23 september | 17:00    | C1 damer, C1 herrar heat – 2:a åket          |
| 24 september | 13:55    | Extremslalom damer & herrar - Tidsförsök     |
| 25 september | 09:03    | K1 damer, K1 herrar semifinaler              |
| 25 september | 12:03    | K1 damer, K1 herrar finaler                  |
| 26 september | 09:03    | C1 damer, C1 herrar semifinaler              |
| 26 september | 11:33    | C1 damer, C1 herrar finaler                  |
| 26 september | 15:30    | Extremslalom damer & herrar - Heat           |
| 26 september | 16:33    | Extremslalom damer & herrar - Kvartsfinaler  |
| 26 september | 17:09    | Extremslalom damer & herrar - Semifinaler    |
| 26 september | 17:29    | Extremslalom damer & herrar - Finaler        |

## Medaljsummering

### Medaljtabell
*   Värdland ( Slovakien)
| Nr                   | Nation               | Guld | Silver | Brons | Totalt |
| -------------------- | -------------------- | ---- | ------ | ----- | ------ |
| 1                    | Frankrike            | 3    | 0      | 0     | 3      |
| 2                    | Tjeckien             | 2    | 2      | 1     | 5      |
| 2                    | Tyskland             | 2    | 2      | 1     | 5      |
| 4                    | Storbritannien       | 2    | 1      | 1     | 4      |
| 5                    | Australien           | 1    | 0      | 0     | 1      |
| 6                    | Slovakien*           | 0    | 2      | 2     | 4      |
| 7                    | Spanien              | 0    | 1      | 1     | 2      |
| 8                    | Italien              | 0    | 1      | 0     | 1      |
| 8                    | Nya Zeeland          | 0    | 1      | 0     | 1      |
| 10                   | Slovenien            | 0    | 0      | 1     | 1      |
| 10                   | USA                  | 0    | 0      | 1     | 1      |
| 10                   | Österrike            | 0    | 0      | 1     | 1      |
| 10                   | RCF                  | 0    | 0      | 1     | 1      |
| Totalt (13 nationer) | Totalt (13 nationer) | 10   | 10     | 10    | 30     |

### Herrar

#### Kanot
| Gren    | Guld                                                        | Guld  | Silver                                              | Silver | Brons                                                        | Brons  |
| C1      | Václav Chaloupka Tjeckien                                   | 92,02 | Alexander Slafkovský Slovakien                      | 92,17  | Franz Anton Tyskland                                         | 94,10  |
| C1, lag | Frankrike Martin Thomas Denis Gargaud Chanut Nicolas Gestin | 95,34 | Tjeckien Lukáš Rohan Václav Chaloupka Vojtěch Heger | 96,03  | Slovakien Matej Beňuš Marko Mirgorodský Alexander Slafkovský | 100,83 |

#### Kajak
| Gren         | Guld                                                  | Guld  | Silver                                              | Silver | Brons                                               | Brons |
| K1           | Boris Neveu Frankrike                                 | 83,92 | Marcello Beda Italien                               | 87,75  | Joan Crespo Spanien                                 | 87,90 |
| K1, lag      | Frankrike Boris Neveu Mathieu Biazizzo Benjamin Renia | 91,64 | Slovakien Jakub Grigar Martin Halčin Adam Gonšenica | 93,49  | Slovenien Peter Kauzer Martin Srabotnik Niko Testen | 94,84 |
| Extremslalom | Joe Clarke Storbritannien                             |       | Finn Butcher Nya Zeeland                            |        | Mario Leitner Österrike                             |       |

### Damer

#### Kanot
| Gren    | Guld                                                      | Guld   | Silver                                                | Silver | Brons                                                 | Brons  |
| C1      | Elena Apel Tyskland                                       | 99,03  | Mallory Franklin Storbritannien                       | 99,34  | Gabriela Satková Tjeckien                             | 102,50 |
| C1, lag | Tjeckien Tereza Fišerová Gabriela Satková Martina Satková | 110,43 | Spanien Núria Vilarrubla Klara Olazabal Miren Lazkano | 112,00 | RCF Alsu Minazova Polina Mukhgaleeva Zulfiia Sabitova | 118,05 |

#### Kajak
| Gren         | Guld                                                         | Guld   | Silver                                                                 | Silver | Brons                                                   | Brons  |
| K1           | Ricarda Funk Tyskland                                        | 94,80  | Elena Apel Tyskland                                                    | 97,31  | Kimberley Woods Storbritannien                          | 97,90  |
| K1, lag      | Storbritannien Kimberley Woods Fiona Pennie Mallory Franklin | 101,24 | Tjeckien Kateřina Minařík Kudějová Antonie Galušková Lucie Nesnídalová | 106,71 | Slovakien Eliška Mintálová Jana Dukátová Soňa Stanovská | 107,72 |
| Extremslalom | Jessica Fox Australien                                       |        | Elena Apel Tyskland                                                    |        | Evy Leibfarth USA                                       |        |